# 陈小雅 (学者)
陈小雅（1955年10月—）是原中国社会科学院政治学研究所副研究员，《八九民运史》（1996年初版）作者。

## 生平
早年学习历史。1989年，从记者转到中国社科院政治学研究所。陈小雅因写作、出版《八九民运史》和联署《联合国宽容年呼吁书》1996年遭到“解聘”，被中国社科院政治学所下岗。2019年1月11日，陈小雅在企图出国旅游时被中國边防海关阻拦。

## 著作
- 《天安門之變——八九民運史》，台灣風雲時代出版公司，1996年[5]
- 《佛之血——八九/六四研究文集》
- 《沉重的回首——1989天安门运动15周年文集》
- 《中国"丈夫"——毛泽东的情事》
- 《中国"牛仔"——毛泽东的公案、行为及心理分析》
- 《中国"废片"——毛泽东的命案》
- 《西藏分裂：埋藏的密码》[4]